# Замкування листів

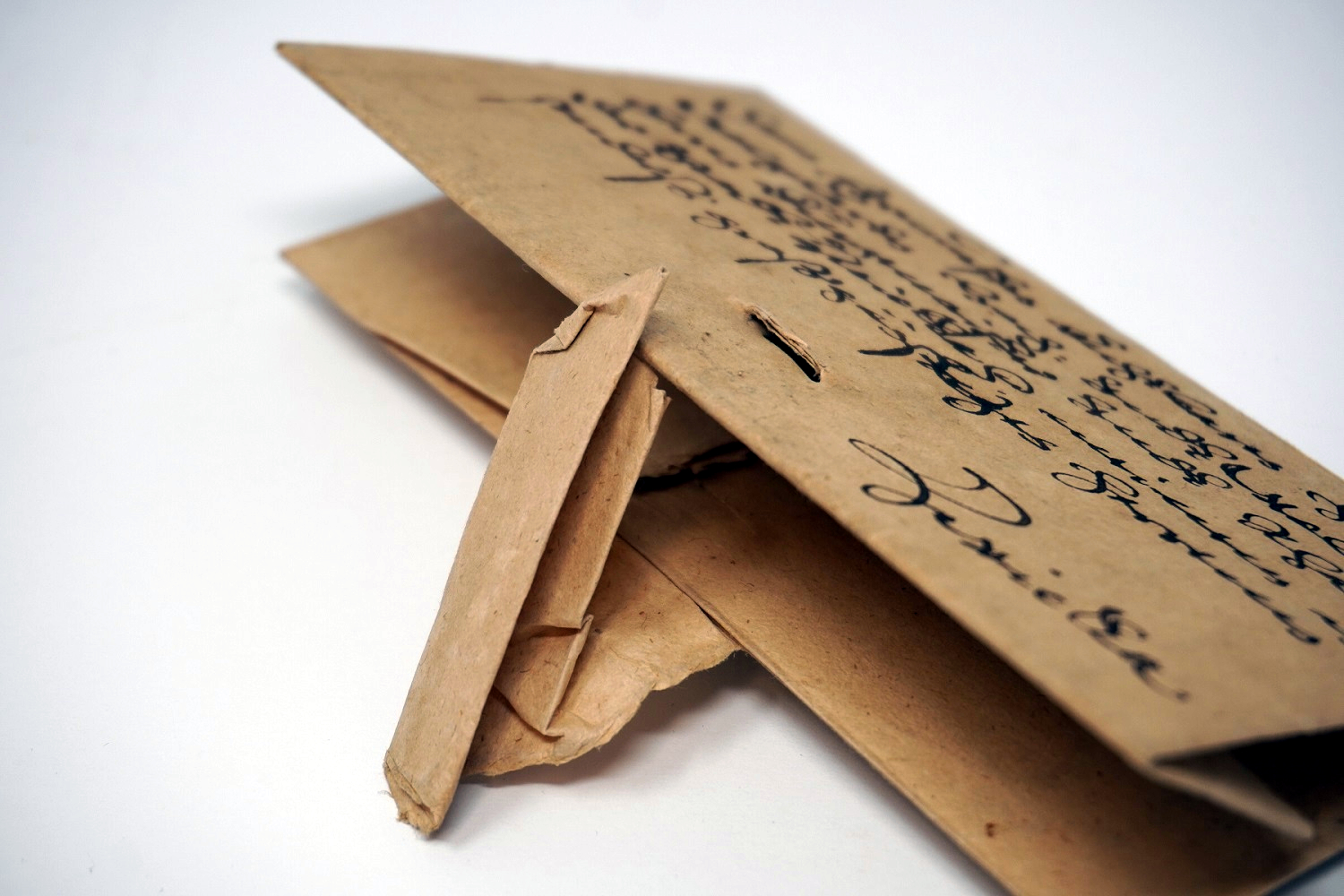
Замкований лист 1603 року

Замкування листів — акт згортання та закріплення письмового повідомлення (наприклад, листа) на папірусі, пергаменті чи папері без необхідності його зберігання в конверті чи пакунку. Це традиційний метод захисту документів, який використовує складання та розрізання. Процес датується ХІІІ століттям в історії Заходу, що відповідає наявності гнучкого паперу для писання.
Замкування листів є дисципліною, яка зосереджена на «матеріально забезпечену безпеку та конфіденційність листів як технологію та традицію, що історично розвивається».

## Метод
Замкування листів використовує невеликі прорізи, виступи та отвори, розміщені безпосередньо в листі, які в поєднанні з технікою складання використовуються для закріплення листа («листовий пакет»), запобігаючи читанню листа без пошкодження пломб або листів, забезпечуючи захист від несанкціонованого доступу та підроблення. Ці складки та отвори можна додатково закріпити мотузкою та сургучем.

## Різновиди
Особливо складний метод, відомий як спіральний замок, використовувався людьми багатьох соціальних верств у ранній сучасній Європі, зокрема монархами Марією, королевою Шотландії та Єлизаветою I з Англії. Сторінки листа складаються разом, щоб утворити пакунок. Стрічка, вирізана зі сторінки, але залишаючись прикріпленою на одному кінці, буде переплетена кілька разів, вперед і назад, через короткі прорізи, вирізані на складених сторінках. Потім папір змочували, щоб він набухав, з'єднуючи частини разом. Вільний кінець стрічки потім приклеюють і, можливо, запечатують воском.
У 1595 році шотландський дипломат в Італії Вільям Кейт Дельненський надіслав листи королю Шотландії Якову VI, які, якщо їх обережно не розкрити, розірвуться навпіл. У 1603 році король Яків з посмішкою сказав венеціанському дипломату Джованні Карло Скарамеллі, що він раніше отримував листи від дожа Венеції, які він не міг відкрити, не зламавши печатку. Скарамеллі відкрив йому листа.
Складні роботи замкування листів містять художні елементи, демонструючи більше, ніж утилітарну мету. У той час як використання техніки запечатування, можливо, обмежувалося церковними особами та знаттю, історично закріплення літер використовувалося всіма класами письменників. Особу також можна було розпізнати за її особистою технікою складання, як це було у випадку з Джейн Ворвуд, про лист якої Карл I, король Англії, написав: «Ця записка […] я знаю, за листками […], що її написала [місіс Уорвуд]».

## Колекції
Колекція Брієнни — це скринька поштмейстера недоставлених листів з різних місць Європи, надісланих до Гааги, Нідерланди, між 1689 і 1706 роками. Листи зберігалися у поштмейстера, тому що в той час одержувач повинен був заплатити за доставку, а поштмейстер зберігав листи в надії, що адресат заплатить за доставку пізніше. Таким чином, ці листи були листами, за які одержувач ніколи не платив за доставку, а отже, не отримував решту листів. Скринька містить близько 2600 складених листів, з яких близько 600 були розпечатані та вивчені. Колекція зберігається голландським музеєм зображення та звуку в Гаазі, який охоплює колишній голландський поштовий музей.
Асоціація виробників конвертів та фальців для листів (ELFA) — неформальна організація ентузіастів, заснована в 1988-89 роках, яка свого часу мала місцеві групи в Нідерландах, Бельгії та Німеччині.

## Дослідження
У березні 2021 року журнал Nature Communications повідомив, що команда дослідників з Массачусетського технологічного інституту використала обчислювальні методи, щоб «віртуально розгорнути» листи з колекції Брієнни, використовуючи технологію, подібну до тієї, що використовується для дослідження таких же делікатних сувоїв, книг, та інші складені документи. Цифровий розгорнутий лист, запечатаний з 1697 року та закріплений вісьмома складками, був попередньо відсканований за допомогою рентгенівської мікротомографії, технології, яка використовується в стоматологічних та інших медичних, промислових і археологічних дослідженнях. У той час як попередні зусилля мікротомографії включали алгоритми для аналізу та цифрового вирівнювання стародавніх сувоїв, це дослідження досягло успіху в інтерпретації складних, схожих на орігамі, складок і частин листів, прорізаних наскрізь і зчеплених з іншими частинами листа.